# Arrondissement Antony
Antony is een arrondissement van het Franse departement Hauts-de-Seine in de regio Île-de-France. De onderprefectuur is Antony.

## Kantons
Het arrondissement is samengesteld uit de volgende kantons (tussen haakjes de hoofdplaats van het kanton):
- Kanton Antony - (Antony)
- Kanton Bagneux - (Bagneux)
- Kanton Bourg-la-Reine - (Bourg-la-Reine)
- Kanton Châtillon - (Châtillon)
- Kanton Clamart - (Clamart)
- Kanton Malakoff - (Malakoff)
- Kanton Montrouge - (Montrouge)
- Kanton Le Plessis-Robinson - (Le Plessis-Robinson)
- Kanton Sceaux - (Sceaux)
- Kanton Vanves - (Vanves)
- Kanton Châtenay-Malabry - (Châtenay-Malabry)
- Kanton Fontenay-aux-Roses - (Fontenay-aux-Roses)

Na de herindeling van de kantons bij decreet van 24 februari 2014, met uitwerking in maart 2015, bevat het arrondissement volgende kantons
- Kanton Antony - (Antony)
- Kanton Bagneux - (Bagneux)
- Kanton Châtenay-Malabry - (Châtenay-Malabry)
- Kanton Châtillon - (Châtillon)
- Kanton Clamart - (Clamart)
- Kanton Montrouge - (Montrouge)